# Changjin-gang
Der Changjin-gang ist ein Fluss in Nordkorea. Er entspringt im Süden des Rangrim-Gebirges (Rangrim-sanmaek 랑림산맥 狼林山脉) in der Provinz Hamgyŏng-namdo, ist 261 km lang und fließt in den Yalu.
Von 1933 bis 1934 errichtete ein japanischer Konzern das Changjin-Kraftwerk (장진강발전소 长津江發電所), wodurch der Changjin-Stausee (Changjin-ho 长津湖) entstand, der etwa 1060 Meter über dem Meeresspiegel liegt und nach unterschiedlichen Quellen ein Fassungsvermögen von 160 oder 380 Millionen Kubikmeter hat. Am Unterlauf des Changjin-gang wurde auf 970 Metern über dem Meeresspiegel ein zweites Kraftwerk mit dem Stausee Rangrim-ho (狼林湖) errichtet.